# Grærup Langsø
Grærup Langsø er en  33 hektar stor sø og ligger ca. 2 km fra Vesterhavet og 13 km nordøst  for Blåvands Huk. Langsø er en næringsrig hedesø, der ligger imellem Vejers og Kærgård Klitplantage. 
Både søen og området omkring har en meget righoldig flora og fugleliv, og lokaliteten  er kendt for at man kan se  kronvildt  på engstrækningerne øst for søen .
Grærup Langsø og dens omgivelser på i alt 250 hektar blev fredet i 1965. Fredningen af sø- og vådområderne er blandt andet sket for at forhindre yderligere afvanding og udtørring. Den er en del af Natura 2000-område nr. 84 Kallesmærsk Hede, Grærup Langsø, Fiilsø og Kærgård Klitplantage.

## Eksterne kilder og henvisninger
1. ↑  Oplev krondyrene Arkiveret 13. juni 2016 hos  Wayback Machine, naturstyrelsen.dk
2. ↑  Om fredningen på fredninger.dk

- Om søen  på fugleognatur.dk
- Basisanalyse til Natura 2000-planen 2016-21

|  | Denne artikel om lokaliteten Grærup Langsø kan blive bedre, hvis der indsættes et (bedre) billede. Du kan hjælpe ved at afsøge Wikimedia Commons for et passende billede eller lægge et op på Wikimedia Commons med en af de tilladte licenser og indsætte det i artiklen. |

55°39′10.32″N 8°9′57.97″Ø / 55.6528667°N 8.1661028°Ø